# Terebratella sanguinea
Terebratella sanguinea är en armfotingsart som först beskrevs av Leach 1814.  Terebratella sanguinea ingår i släktet Terebratella och familjen Terebratellidae. Inga underarter finns listade i Catalogue of Life.